# Gioia amplipleura
Gioia amplipleura es una especie de insecto coleóptero de la familia Chrysomelidae. Fue descrita científicamente en 1991 por Savini.